# Холстопрошивное полотно

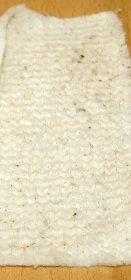
Отрез полотна.

Холстопрошивное полотно — это толстый нетканый материал, изготавливаемый без привлечения технологий ткачества. Представляет собой нетканый массив волокон, скреплённый через небольшие промежутки швами.
Имеет высокую плотность поверхности, благодаря своей рыхлой структуре, оно гигроскопично и хорошо теплоизолирует. Хорошо впитывает влагу, пыль, быстро сохнет и легко отжимается.

## Производство
Первым этапом производства холстопрошивного полотна является измельчение текстильного сырья (чаще всего хлопка, стекловолокна). Затем пухоборазную основу раскатывают в равномерный пласт, который прошивается зигзагообразными строчками, или пробивается с помощью игольчатых инструментов.
Материал предназначен для хозяйственных и строительных целей.
В строительстве материал ПСХ-Т  применяется при теплоизоляции трубопроводов.

## Сырье
Качество готового полотна зависит от исходного сырья и частоты строчек. Хпп высшего класса изготавливают из первичного хлопкового сырья — волокон. При этом, чем больше длина волокон, тем качественнее и долговечнее получается нетканое полотно. Холстопрошивное полотно, изготавливаемое из первичного сырья, имеет белый цвет.
Также для производства холстопрошивного полотна используют отходы хлопчатобумажного производства (путанку, очесы, угары) и вторичное сырье (обрезки ткани, лоскут). Такое хпп может иметь цвет от серого до черного.
Частота строчек варьируется в диапазоне от 2,5 мм до 10 мм. Чем чаще прошивается полотно, тем оно крепче и долговечнее.

## Применение
Холстопрошивное полотно применяется в качестве материала для уборки, мытья полов, а также в качестве обтирочного средства в производственных цехах. Также холстопрошивное полотно используется как прокладочный материал при изготовлении мебели и как утеплитель одежды и обуви. Применяется для упаковки бьющихся предметов.